# Шигабетдин Шагар
Шигабетдин Шагар (настоящее имя — Шигабетдин Шагаретдинович Шагаретдинов; 1904—1941) — советский башкирский и татарский литературовед и писатель.

## Биография
Шигабетдин Шагаретдинов родился 17 апреля 1904 года деревне Чирмешан Тетюшского уезда Казанской губернии в семье рабочего. С 12 лет работал у баев. С 1918 года — чернорабочий на московских заводах. С 1921 года — рабочий на деревообрабатывающем заводе в Архангельске. В 1922 году вернулся в Москву и устроился рабочим на фабрику. Принимал участие в борьбе с безграмотностью среди работавших на фабрике башкир и татар.. Окончил Коммунистический университет трудящихся народов Востока, и в конце 1920-х годов переехал в Уфу. Участвовал в организации Союза писателей Башкирской АССР. Работал в редакции журнала «Октябрь», в газете «Эдэби удар», в Башкирском государственном издательстве, в Башкирском НИИ языка и литературы.
Занимался исследованием башкирской литературы. Изучал творчество Б. Ишемгула, А. М. Тагирова, Д. Юлтыя, Т. Янаби и других башкирских писателей. Писал литературно-критические статьи и рецензии. Издал сборники литературно-критических статей «Башҡортостан яҙыусылары тураһында» («О башкирских писателях», 1933) и «Хәҙерге әҙәбиәт» («Современная литература», 1933). В 1934 году написал учебник «Современная литература». Шагар является автором рассказов на татарском языке «Маленький Карим» (1926), «Письмо Ильичу» (1928), «Среди станков» (1931). Его рассказы вошли в сборник «Ҡыҙыл каруан» («Красный караван», 1931). В них, а также в повести повести «Боролош» («Поворот», 1921) Шагар описывал классовую борьбу в период коллективизации в СССР. В 1967 году был опубликован его роман «Серле һуҡмаҡ» («Таинственная тропа»), написанный по мотивам башкирского фольклора. В 1934 году Шигабетдин Шагар стал членом Союза писателей СССР.
Репрессирован как «башкирский националист». В апреле 1938 года был арестован и приговорён, но в августе того же года реабилитирован. После начала Великой Отечественной войны ушёл на фронт. Погиб 21 октября 1941 года.